# Belgique aux Jeux olympiques d'été de 1936
La Belgique participe aux Jeux olympiques d'été de 1936 à Berlin en Allemagne. Il s'agit de sa 8e participation à des Jeux olympiques d'été. 150 compétiteurs, 145 hommes et 5 femmes, ont pris part à 72 évènements dans 15 sports.

## Médaillés
La Belgique gagna deux médailles de bronze. Voici quelques athlètes et équipe:
L'équipe belge de water-polo gagna le bronze (derrière la Hongrie 1re et l'Allemagne 2e). L'équipe était composée de Henri Disy, Pierre Coppieters, Albert Castelyns, Gérard Blitz, Fernand Isselé, Joseph de Combe, Henri Stoelen, Henri de Pauw, Edmond Michiels et Frank Matthys.
L'équipe de cyclisme sur routes par équipes gagna la médaille de bronze. Elle était composée de Auguste Garrebeek, Armand Putzeyse et Jean-François Van Der Motte.

## Athlètes

### Lutte
Alfred Gilles, né à Aywaille (Belgique), a été champion de Belgique en 1935 et 1936. Il participa aux Jeux Olympiques de Berlin 1936. 